# Titane (película)
Titane es una película francesa de drama psicológico y horror corporal escrita y dirigida por Julia Ducournau, que se estrenó en 2021. La coproducción franco-belga está protagonizada por Agathe Rousselle en su debut cinematográfico como Alexia, una mujer que, tras resultar herida en un accidente automovilístico cuando era niña, lleva una placa de titanio en la cabeza. En su adultez, Alexia se convierte en una modelo de automóviles con impulsos asesinos y con una fascinación erótica por los automóviles, lo que lleva a un extraño encuentro sexual que desencadena una serie de eventos cada vez más extravagantes. Vincent Lindon, Garance Marillier y Laïs Salameh también protagonizan.
La película tuvo su estreno mundial en el Festival de Cine de Cannes el 13 de julio de 2021, donde Ducournau se convirtió en la segunda directora en ganar la Palma de Oro, el máximo galardón del festival, así como en la primera cineasta mujer en ganarla en solitario. Recibió elogios de la crítica y fue seleccionada como la película francesa a representar en la categoría de Mejor película internacional en la 94.ª edición de los Premios Óscar, pero no llegó a la lista de finalistas. En la 47.ª edición de los Premios César, fue nominada a cuatro premios, incluyendo Mejor director para Ducournau y Mejor actriz revelación para Rousselle. En la 75.ª edición de los Premios BAFTA, Ducournau recibió una nominación a Mejor director. En la 11.ª edición de los Premios Magritte, Titane recibió cinco nominaciones y ganó dos premios, incluyendo Mejor película extranjera.

## Argumento
La película comienza con una niña llamada Alexia, molestando a su padre durante un viaje en automóvil. Cuando la niña se quita el cinturón de seguridad, su padre se da la vuelta para regañarla, provocando un accidente automovilístico. Alexia sufre una terrible lesión en el cráneo y se le coloca una placa de titanio en la cabeza. Al salir del hospital, evita a sus padres y abraza su coche con pasión.
Años más tarde, Alexia, ahora adulta y con una gran cicatriz en un lado de la cabeza, trabaja como una sexy showgirl en un salón del automóvil. Mientras está allí, Justine, una de sus compañeras de trabajo, coquetea con ella. Una noche, después de un espectáculo, un fan sigue a Alexia al estacionamiento de la sala de exhibición, le declara su amor y la besa a la fuerza; ella lo asesina brutalmente utilizando un gancho para el cabello. Cuando regresa a las duchas, Alexia escucha un golpe proveniente de la sala de exposición. Encuentra que el coche con el que modeló antes se ha encendido solo. Alexia lo abraza y entra desnuda, para tener sexo salvaje con el vehículo, atándose los brazos con los cinturones e insertando la palanca de cambios en su vagina. No tarda en llegar al clímax.
Se revela que Alexia es una asesina en serie que ha matado a varios hombres y mujeres en los últimos meses. Aún vive con sus padres, quienes parecen desconocer su conexión con los crímenes y con quienes mantiene una relación distante.
Más tarde se ve a Alexia en una fiesta en casa, donde tiene relaciones sexuales con Justine. Alexia se da cuenta de que, de alguna manera, ha quedado embarazada del coche con el que mantuvo relaciones después de ver lo que parece ser aceite de motor en su vagina. Intenta realizar un aborto con su horquilla pero falla. Al salir del baño, Alexia asesina a Justine y procede a matar a los otros invitados. Sin embargo, una mujer logra escapar. Alexia regresa a casa y prende fuego a su propia casa antes de encerrar a sus padres en su habitación. 
Ahora buscada por asesinato, Alexia altera su apariencia cortándose el pelo, pegándose con cinta los senos y el estómago cada vez más grande, y rompiéndose la nariz. Luego acude a la policía haciéndose pasar por Adrien, un niño que había desaparecido diez años antes. El padre de Adrien, Vincent, reconoce a Alexia como su hijo desaparecido y se niega a hacerle una prueba de ADN.
Vincent, un capitán de bomberos, lleva a Alexia a la estación donde vive y trabaja y le presenta a sus hombres. Los bomberos están desconcertados por el mudo, andrógino y aparentemente traumatizado "Adrien", pero se abstienen de cuestionar el comportamiento de su capitán. Alexia se convierte en aprendiz en la estación, bajo la supervisión de Vincent. Como Vincent le da más responsabilidad a su "hijo" en lugar de a los otros bomberos experimentados, un bombero confronta a Vincent sobre la identidad de "Adrien". Sin embargo, Vincent lo calla de inmediato y le dice que nunca hable de su hijo.
Vincent es un hombre torturado que intenta preservar su fuerza inyectando esteroides en su cuerpo musculoso y envejecido, pero descubre que parece estar construyendo una inmunidad contra ellos. Alexia se ve perturbada gradualmente por su posesividad y considera escapar de la estación de bomberos. Sin embargo, después de que Vincent casi sufre una sobredosis de esteroides que le provoca una arritmia, ella decide quedarse con él.
La exesposa de Vincent, de la que hace mucho tiempo se separó, viene a ver a su "hijo", pero pronto se topa con una Alexia, ahora muy embarazada, sin su cuerpo pegado con cinta adhesiva. Sin embargo, se guarda el secreto para sí misma, sin desear interferir con el engaño de su exmarido. En un momento, Vincent descubre accidentalmente los pechos de Alexia después de que ella se ducha. A pesar de esto, él promete seguir cuidándola y le dice a Alexia que sea quien sea ella, la considera su hijo.
En una fiesta en la estación de bomberos, estos instan a "Adrien" a bailar con la música. Alexia se convierte en el centro de atención en la fiesta cuando comienza a bailar eróticamente como solía hacerlo como showgirl, dejando a todos confundidos. Vincent, decepcionado, sale de la multitud. Después de la fiesta, Alexia tiene sexo con un camión de bomberos.
El cuerpo de Alexia se descompone gradualmente, mientras las heridas en la piel de su estómago revelan nuevas placas de metal. Cuando su embarazo finalmente llega a término, Alexia le revela su verdadero nombre a Vincent. Vincent ayuda a Alexia a dar a luz, mientras el lado de titanio de su cráneo se abre en su último empujón, matándola. Vincent, llorando, sostiene al bebé, cuya columna parece estar hecha de titanio, y le dice repetidamente: "Estoy aquí".

## Ficha técnica
- Título original: Titane
- Realización y guion: Julia Ducournau
- Música: Jim Williams
- Decoraciones: Laurie Colson
- Disfraces: Anne-Sophie Gledhill
- Fotografía: Ruben Impens
- Sonido: Séverin Favriau, Fabrice Osinski y Stéphane Thiébaut
- Montaje: Jean-Christophe Bouzy
- Producción: Jean-Christophe Reymond
- Sociedades de producción: Kazak Producciones ; Frakas Producciones
- Sociedades de distribución: Diaphana Distribution (Francia) ; Agora Films (Suiza), Entract Films (Quebec), O'Brother Distribution (Bélgica)
- País de origen:   Francia
- Lengua original: francés
- Formato: color
- Géneros: suspenso, drama
- Duración: 108 minutos
- Fechas de salida:
  - Francia: 13 de julio de 2021 (Festival de Cannes) ; 14 de julio de 2021 (salida nacional)
  - Romandía: 14 de julio de 2021
  - Bélgica : 28 de julio de 2021
- Clasificación :
  - Francia: +16

## Reparto
- Agathe Rousselle: Alexia
- Vincent Lindon: Vincent
- Garance Marillier: Justine
- Laïs Salameh: Rayane
- Dominique Frot: la mujer socorrida por los bomberos
- Myriem Akheddiou: la madre de Adrien
- Nathalie Boyer: el ambulancière
- Théo Hellermann: el joven en el autobús
- Mehdi Rahim-Silvioli: Rosa
- Bertrand Bonello: el padre de Alexia

## Producción
En septiembre de 2019, se anunció que Vincent Lindon y Agathe Rousselle protagonizarán la película, con Julia Ducournau como guionista y directora.
El rodaje, que debía empezar en abril de 2020, fue pospuesto a causa de la pandemia de COVID-19,  y comenzó en septiembre de 2020. Tiene un presupuesto de 7,4 millones de euros.

## Recepción

### Recepción crítica
En Francia, el sitio Allociné muestra una nota promedio de la crítica de la prensa de 3,6/5.
Clarisse Fabre del Mondo felicita: «la directora firma una película poderosa de género y transgénero, con Agathe Rousselle en criatura fuera de norma y Vincent Lindon en bombero culturista».
Sebastián Valle de Revista Hush escribió: «Titane es una experiencia radical, incómoda: un dispositivo simbólico e infeccioso que mezcla el horror, la psicología y el erotismo en una sociedad medicalizada aficionada al consumo y al exorcismo de los cuerpos y el deseo».

## Premios y nominaciones
| Premio                                                      | Fecha                    | Categoría                                                        | Nominado(s)                                         | Resultado | Ref.   |
| ----------------------------------------------------------- | ------------------------ | ---------------------------------------------------------------- | --------------------------------------------------- | --------- | ------ |
| Festival de Cannes                                          | 17 de julio de 2021      | Palma de Oro                                                     | Julia Ducournau                                     | Ganadora  | [ 13 ] |
| Festival de Cannes                                          | 17 de julio de 2021      | Queer Palm                                                       | Julia Ducournau                                     | Nominada  | [ 13 ] |
| Festival Internacional de Cine de Toronto                   | 18 de septiembre de 2021 | People's Choice Award for Midnight Madness                       | Julia Ducournau                                     | Ganadora  |        |
| Premios Gotham                                              | 29 de noviembre de 2021  | Mejor película internacional                                     | Titane                                              | Nominada  | [ 14 ] |
| National Board of Review                                    | 3 de diciembre de 2021   | Top Five Foreign Language Films                                  | Titane                                              | Ganadora  | [ 15 ] |
| Washington D. C. Area Film Critics Association Awards       | 6 de diciembre de 2021   | Mejor película en lengua extranjera                              | Titane                                              | Nominada  | [ 16 ] |
| Detroit Film Critics Society                                | 6 de diciembre de 2021   | Mejor interpretación revelación                                  | Agathe Rousselle                                    | Nominada  | [ 17 ] |
| Premios del Cine Europeo                                    | 11 de diciembre de 2021  | Mejor película europea                                           | Titane                                              | Nominada  | [ 18 ] |
| Premios del Cine Europeo                                    | 11 de diciembre de 2021  | Mejor director europeo                                           | Julia Ducournau                                     | Nominada  | [ 18 ] |
| Premios del Cine Europeo                                    | 11 de diciembre de 2021  | Mejor actriz europea                                             | Agathe Rousselle                                    | Nominada  | [ 18 ] |
| Premios del Cine Europeo                                    | 11 de diciembre de 2021  | Mejor actor europeo                                              | Vincent Lindon                                      | Nominado  | [ 18 ] |
| Premios de la Asociación de Críticos de Cine de Chicago     | 15 de diciembre de 2021  | Mejor actriz                                                     | Agathe Rouselle                                     | Nominada  | [ 19 ] |
| Premios de la Asociación de Críticos de Cine de Chicago     | 15 de diciembre de 2021  | Mejor película extranjera                                        | Titane                                              | Nominada  | [ 19 ] |
| Premios de la Asociación de Críticos de Cine de Chicago     | 15 de diciembre de 2021  | Mejor uso de efectos visuales                                    | Titane                                              | Nominada  | [ 19 ] |
| Premios de la Asociación de Críticos de Cine de Los Ángeles | 18 de diciembre de 2021  | Mejor actor de reparto                                           | Vincent Lindon                                      | Ganador   | [ 20 ] |
| Premios de la Asociación de Críticos de Cine de San Luis    | 19 de diciembre de 2021  | Mejor película de terror                                         | Titane                                              | Nominada  | [ 21 ] |
| Premios de la Asociación de Críticos de Cine de San Luis    | 19 de diciembre de 2021  | Mejor película en lengua extranjera                              | Titane                                              | Nominada  | [ 21 ] |
| Florida Film Critics Circle Awards                          | 22 de diciembre de 2021  | Mejor actor de reparto                                           | Vincent Lindon                                      | Nominada  | [ 22 ] |
| Florida Film Critics Circle Awards                          | 22 de diciembre de 2021  | Mejor película en lengua extranjera                              | Titane                                              | Nominada  | [ 22 ] |
| Premios de la Alianza de Mujeres Periodistas de Cine        | Enero de 2022            | Mejor película en lengua no inglesa                              | Titane                                              | Nominada  | [ 23 ] |
| Premios de la Alianza de Mujeres Periodistas de Cine        | Enero de 2022            | Mejor directora                                                  | Julia Ducournau                                     | Nominada  | [ 23 ] |
| Premios de la Alianza de Mujeres Periodistas de Cine        | Enero de 2022            | Interpretación más atrevida                                      | Agatha Rouselle                                     | Ganadora  | [ 23 ] |
| National Society of Film Critics                            | 8 de enero de 2022       | Mejor actor de reparto                                           | Vincent Lindon                                      | Nominada  | [ 24 ] |
| Asociación de Críticos de Cine de Austin                    | 11 de enero de 2022      | Mejor actriz                                                     | Agathe Rousselle                                    | Ganadora  | [ 25 ] |
| Asociación de Críticos de Cine de Austin                    | 11 de enero de 2022      | The Robert R. "Bobby" McCurdy Memorial Breakthrough Artist Award | Agathe Rousselle                                    | Nominada  | [ 25 ] |
| Asociación de Críticos de Cine de Austin                    | 11 de enero de 2022      | Mejor actor de reparto                                           | Vincent Lindon                                      | Nominado  | [ 25 ] |
| Asociación de Críticos de Cine de Austin                    | 11 de enero de 2022      | Mejor película internacional                                     | Titane                                              | Nominada  | [ 25 ] |
| Seattle Film Critics Society                                | 17 de enero de 2022      | Mejor película                                                   | Titane                                              | Nominada  | [ 26 ] |
| Seattle Film Critics Society                                | 17 de enero de 2022      | Mejor director                                                   | Julia Ducournau                                     | Nominada  | [ 26 ] |
| Seattle Film Critics Society                                | 17 de enero de 2022      | Mejor actriz                                                     | Agathe Rousselle                                    | Nominada  | [ 26 ] |
| Seattle Film Critics Society                                | 17 de enero de 2022      | Mejor actor de reparto                                           | Vincent Lindon                                      | Nominado  | [ 26 ] |
| Seattle Film Critics Society                                | 17 de enero de 2022      | Mejor montaje                                                    | Jean-Christophe Bouzy                               | Nominado  | [ 26 ] |
| Seattle Film Critics Society                                | 17 de enero de 2022      | Mejor película en lengua no inglesa                              | Titane                                              | Nominada  | [ 26 ] |
| Premios de la Sociedad de Críticos de Cine en Línea         | 24 de enero de 2022      | Mejor película                                                   | Titane                                              | Nominada  | [ 27 ] |
| Premios de la Sociedad de Críticos de Cine en Línea         | 24 de enero de 2022      | Mejor actriz                                                     | Agathe Rousselle                                    | Nominada  | [ 27 ] |
| Premios de la Sociedad de Críticos de Cine en Línea         | 24 de enero de 2022      | Mejor película en lengua no inglesa                              | Titane                                              | Nominada  | [ 27 ] |
| London Film Critics Circle Awards                           | 6 de febrero de 2022     | Mejor película del año                                           | Titane                                              | Nominada  | [ 28 ] |
| London Film Critics Circle Awards                           | 6 de febrero de 2022     | Mejor película en lengua extranjera del año                      | Titane                                              | Nominada  | [ 28 ] |
| Premios Magritte                                            | 12 de febrero de 2022    | Mejor película extranjera                                        | Titane                                              | Ganadora  | [ 29 ] |
| Premios Magritte                                            | 12 de febrero de 2022    | Mejor actriz de reparto                                          | Myriem Akheddiou                                    | Nominada  | [ 29 ] |
| Premios Magritte                                            | 12 de febrero de 2022    | Mejor fotografía                                                 | Ruben Impens                                        | Ganador   | [ 29 ] |
| Premios Magritte                                            | 12 de febrero de 2022    | Mejor diseño de producción                                       | Laurie Colson and Lise Péault                       | Nominados | [ 29 ] |
| Premios Magritte                                            | 12 de febrero de 2022    | Mejor sonido                                                     | Séverin Favriau, Fabrice Osinski, Stéphane Thiébaut | Nominados | [ 29 ] |
| Premios César                                               | 25 de febrero de 2022    | Mejor director                                                   | Julia Ducournau                                     | Nominada  | [ 30 ] |
| Premios César                                               | 25 de febrero de 2022    | Mejor actriz revelación                                          | Agathe Rousselle                                    | Nominada  | [ 30 ] |
| Premios César                                               | 25 de febrero de 2022    | Mejor fotografía                                                 | Ruben Impens                                        | Nominado  | [ 30 ] |
| Premios César                                               | 25 de febrero de 2022    | Mejores efectos visuales                                         | Martial Vallanchon                                  | Nominado  | [ 30 ] |
| Premios BAFTA                                               | 13 de marzo de 2022      | Mejor director                                                   | Julia Ducournau                                     | Pendiente | [ 32 ] |
| Golden Reel Awards                                          | 13 de marzo de 2022      | Mejor edición de sonido en una película extranjera               | Séverin Favriau, Céline Bernard                     | Pendiente | [ 33 ] |
| Premios Satellite                                           | 18 de marzo de 2022      | Mejor película extranjera                                        | Titane                                              | Pendiente | [ 34 ] |
| American Society of Cinematographers Awards                 | 20 de marzo de 2022      | Spotlight Award                                                  | Ruben Impens                                        | Pendiente | [ 35 ] |

## Anexos
- Utopía tecnológica
- Transhumanismo